# Jacob van Staverden

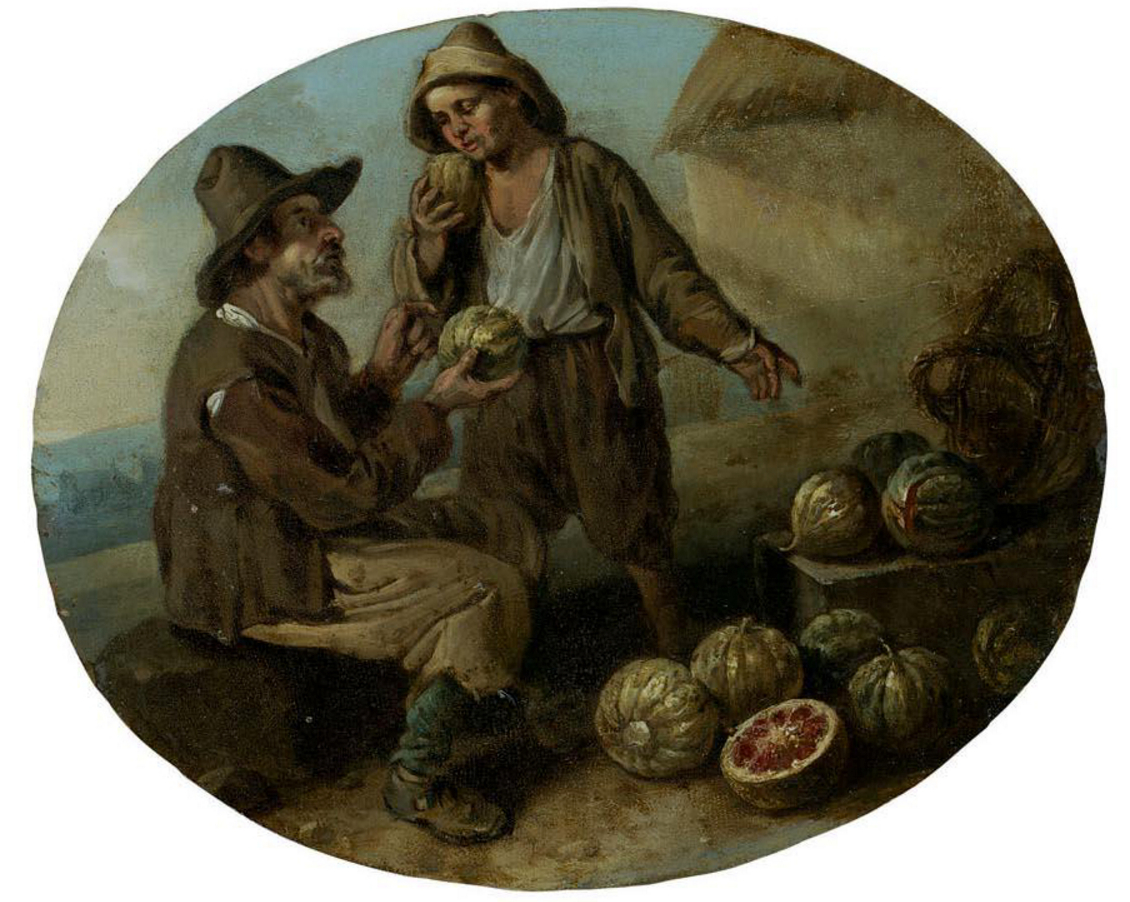
Prodejce melounů a mladý chlapec, olej na plátně, 10×12,2 cm, 1674-1694

Jacob van Staverden (1656 Amersfoort – po roce 1716 Řím) byl nizozemský barokní malíř. Odešel do Říma, kde se přidal k uměleckému spolku žánrových malířů známých jako Bamboccianti.

## Životopis
Podrobnosti o jeho životě jsou vzácné. Pravděpodobně se až do roku 1672 učil malovat v Amersfoortu zátiší a městské panorama u malíře Matthiase Withoose, který předtím žil a pracoval v Římě. Jacob van Staverden byl aktivní v Amersfoortu až do roku 1674. V tomto roce odešel do Itálie spolu s Gasparem van Wittelem, dalším Withoosovým žákem. Jeho pobyt v Římě je zdokumentován k datu 3. ledna 1675. Zde se stal členem Bentvueghels, sdružení především nizozemských a vlámských umělců pracujících v Římě. V Bentvueghels dostal každý charakteristickou přezdívku, takzvané ohnuté jméno. Jacob van Staverden dostal přezdívku Ijver (Horlivost). Stal se také členem skupiny Bamboccianti, volného seskupení především nizozemských a vlámských žánrových malířů, kteří žili v Římě a kteří si jako přednostní téma svých obrazů vybrali každodenní život nižších tříd v Římě a na venkově. V březnu 1686 a lednu 1687 je dokumentován opět v Amersfoortu. Poté odešel znovu do Říma, kde žil od roku 1689 až do své smrti. V Římě bydlel společně s Casparem Van Wittelem v roce 1689 a v letech 1693-94. V roce 1694 vstoupil do služby k papežské gardě. To byl podle nizozemského životopisce Jana van Goola důvod nepřílišného úspěchu Staverdena jako umělce v Římě. Van Gool také zlomyslně říká, že Staverden se v Římě prohlašoval za šlechtice, zatímco ve skutečnosti byl jeho otec „pouze obyčejným řemeslníkem“.
Jméno Jacoba van Staverdena se objevuje v různých dokumentech z let 1706, 1710 a 1712 a 1716, které se týkají prodeje aktiv za účelem získání peněz. Jeho profese není v těchto záznamech zmíněna. Poslední záznam o umělci je datován rokem 1716. Není známo, kdy nebo kde umělec zemřel, i když se předpokládá, že zemřel v Římě.

## Dílo
Z jeho práce se dochovalo jen málo. Jedná se především o žánrové malby ve stylu Bamboccianti. Van Gool uvádí, že Staverden maloval květinové a ovocné zátiší, ale v tomto žánru nejsou známy žádné známé příklady.

## Galerie

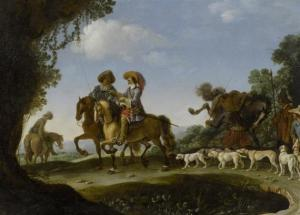
Jezdci se psi v zalesněné krajině
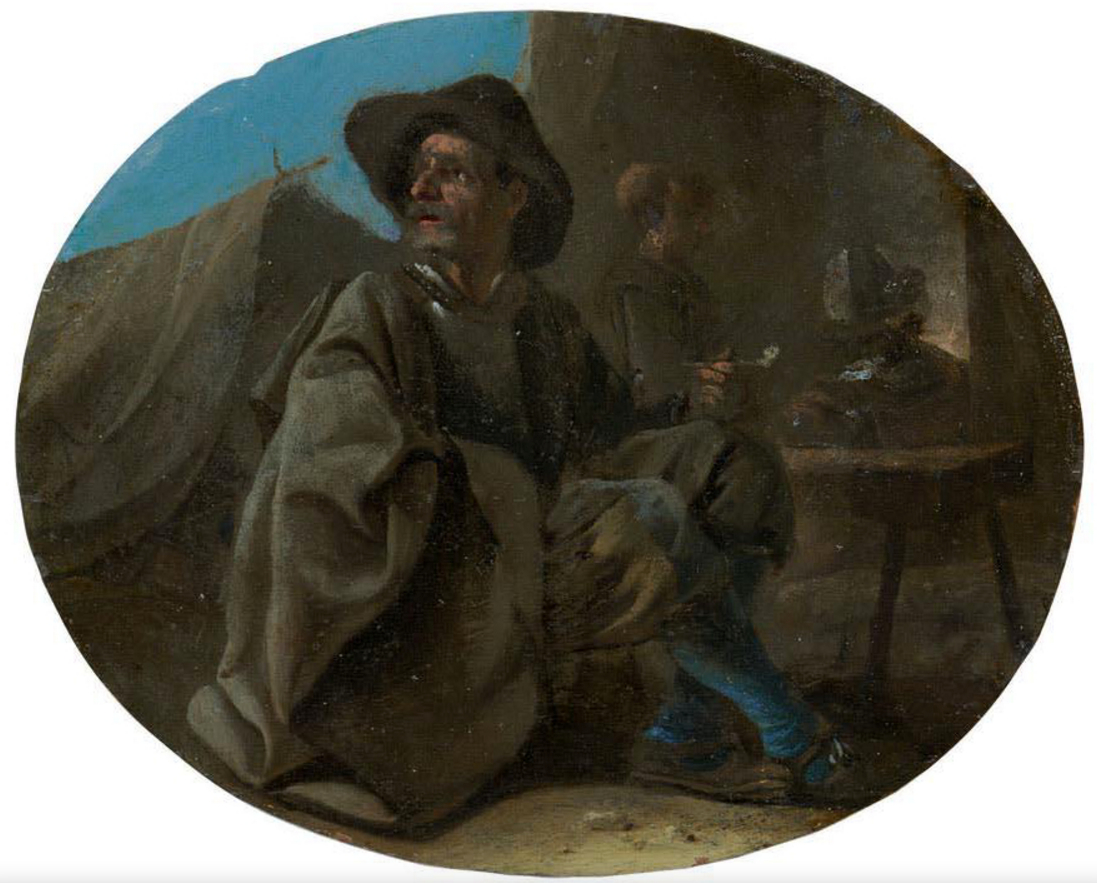
Kouřící muž před hostincem, 1674–1694